# John Bull (astronauta)
John Sumpter Bull (25 settembre 1934 – 11 agosto 2008) è stato un astronauta statunitense, nonché pilota collaudatore della marina militare americana - U.S. Navy - ritirato dal servizio.
Bull fu pilota di aerei da combattimento del tipo VF-114 facente parte degli squadroni stazionati sulle portaerei USS Ranger, USS Hancock ed USS Kitty Hawk. Fu addestrato per questo compito presso l'apposita scuola per aspiranti piloti collaudatori della marina militare americana, la Naval Test Pilot School, dove terminò tale tirocinio a febbraio del 1964. Nel 1966 venne scelto dalla NASA con il quinto gruppo scelto, il quale venne comunemente denominato Original 19 a causa del numero dei suoi componenti.
Per un breve periodo fece parte dell'equipaggio di supporto per la missione dell'Apollo 8. In seguito fu responsabile dell'equipaggio incaricato per lo sviluppo della camera di vuoto d'aria, in particolare per lo sviluppo delle apposite chiuse nell'ambito del programma di collaudo del modulo lunare. Bull si ritirò dal gruppo degli astronauti dopo essere stato informato che era affetto da gravi disfunzionalità polmonari che rendevano impossibile un eventuale missione nello spazio.
In seguito al ritiro iniziò a frequentare l'Università di Stanford, dove si laureò nel 1973 in ingegneria aeronautica  (il titolo di studio americano conferito è il Ph.D., letteralmente  Dottore in filosofia).
Conseguita la laurea, il Bull fece ritorno alla NASA dove collaborò presso l’Ames Research Center dal 1973 al 1985. Fu responsabile della direzione del reparto di simulazione e del collaudo di volo sperimentale in avanzati sistemi di volo sia per elicotteri come per aerei ad ali fisse. Dal 1986 fino al suo ritiro definitivo dal lavoro avvenuto nel 1989, fu direttore del reparto della NASA dei programmi di ricerca per tecnologia autonoma per applicazioni spaziali.